# لیشسانی (ناحیه لوونی)
لیشسانی (به چکی: Líšťany) یک منطقهٔ مسکونی در جمهوری چک است که در ناحیه لوونی واقع شده‌است. لیشسانی ۵٫۹۷ کیلومتر مربع مساحت و ۴۲۷ نفر جمعیت دارد و ۲۹۹ متر بالاتر از سطح دریا واقع شده‌است.